# Diplectrona ocularia
Diplectrona ocularia is een fossiele soort schietmot uit de familie Hydropsychidae.